# Anchylomera blossevillei
Anchylomera blossevillei är en kräftdjursart som beskrevs av H. Milne Edwards 1830. Anchylomera blossevillei ingår i släktet Anchylomera och familjen Phrosinidae. Inga underarter finns listade i Catalogue of Life.